# Stenochironomus
Stenochironomus är ett släkte av tvåvingar som beskrevs av Jean-Jacques Kieffer 1919. Stenochironomus ingår i familjen fjädermyggor.

## Bildgalleri

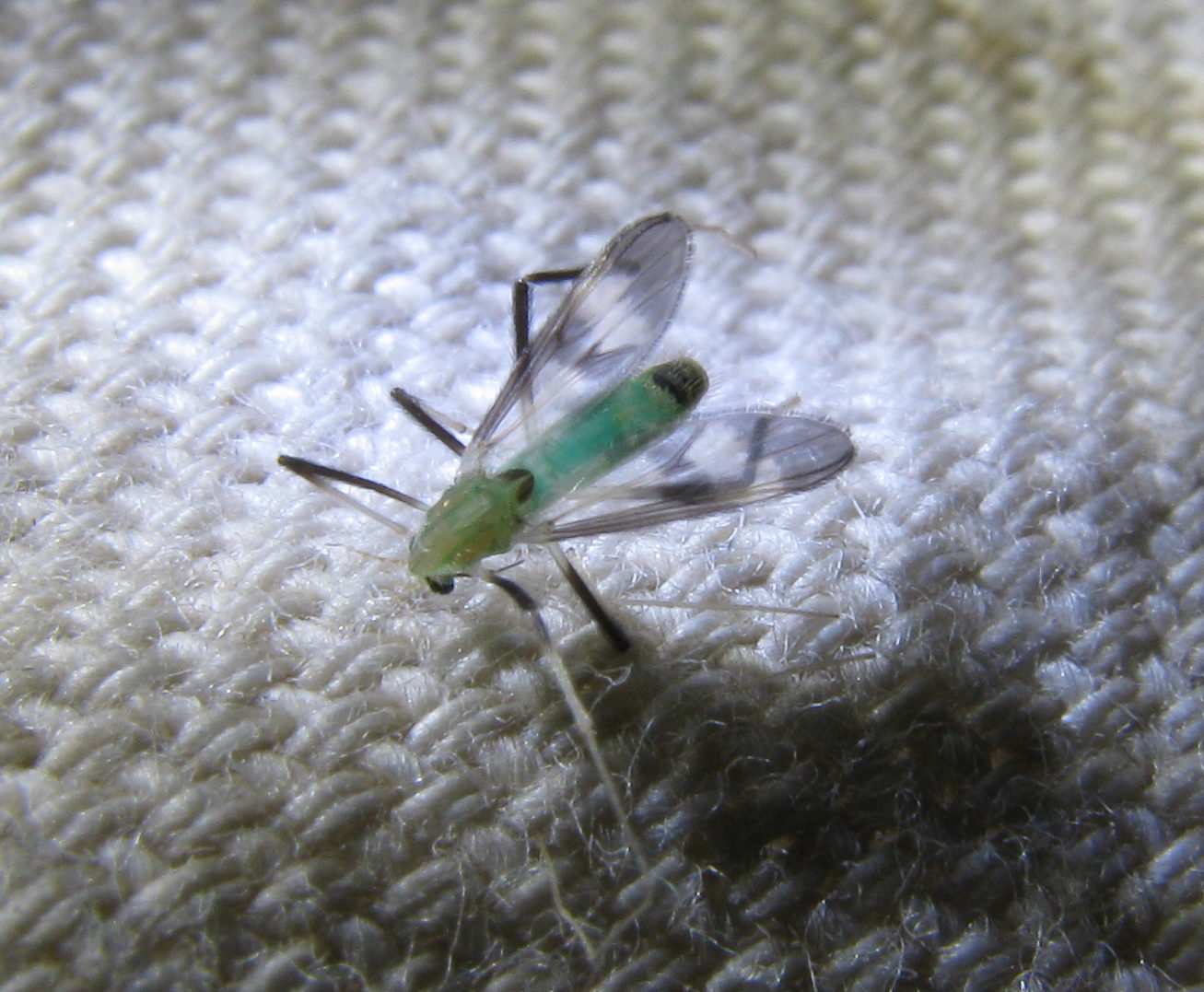

## Dottertaxa tillStenochironomus, i alfabetisk ordning[1][2]
- Stenochironomus aculeatus
- Stenochironomus aestivalis
- Stenochironomus africus
- Stenochironomus albicoxa
- Stenochironomus albidorsalis
- Stenochironomus albipalpus
- Stenochironomus ancudensis
- Stenochironomus annettae
- Stenochironomus anomalus
- Stenochironomus antennalis
- Stenochironomus atlanticus
- Stenochironomus atroconus
- Stenochironomus bacrionis
- Stenochironomus balteatus
- Stenochironomus bipunctatus
- Stenochironomus bisetosus
- Stenochironomus browni
- Stenochironomus cinctus
- Stenochironomus colei
- Stenochironomus crusanticus
- Stenochironomus discus
- Stenochironomus edwardsi
- Stenochironomus fascipennis
- Stenochironomus fittkaui
- Stenochironomus fuscipatellus
- Stenochironomus gibbus
- Stenochironomus gladius
- Stenochironomus gotoabeus
- Stenochironomus gracilivalva
- Stenochironomus harrisoni
- Stenochironomus hastatus
- Stenochironomus hibernicus
- Stenochironomus hilaris
- Stenochironomus ikiabeus
- Stenochironomus impendens
- Stenochironomus innocuus
- Stenochironomus irioijeus
- Stenochironomus jubatus
- Stenochironomus koreanus
- Stenochironomus leptopus
- Stenochironomus licinus
- Stenochironomus longilobatus
- Stenochironomus longipalpis
- Stenochironomus macateei
- Stenochironomus maculatus
- Stenochironomus maikeae
- Stenochironomus membranifer
- Stenochironomus micronyx
- Stenochironomus nelumbus
- Stenochironomus niger
- Stenochironomus nubilipennis
- Stenochironomus nudipupa
- Stenochironomus okialbus
- Stenochironomus oklalbus
- Stenochironomus palliaculeatus
- Stenochironomus pannus
- Stenochironomus pectinatus
- Stenochironomus poecilopterus
- Stenochironomus polychaetus
- Stenochironomus prolatus
- Stenochironomus pulchripennis
- Stenochironomus pustulatus
- Stenochironomus quadrinotatus
- Stenochironomus ranzii
- Stenochironomus recticaudatus
- Stenochironomus reissi
- Stenochironomus sabroskyi
- Stenochironomus satorui
- Stenochironomus sebastiao
- Stenochironomus semifumosus
- Stenochironomus sibaefeus
- Stenochironomus spatuliger
- Stenochironomus takahashii
- Stenochironomus tobaduodecimus
- Stenochironomus totifuscus
- Stenochironomus townesi
- Stenochironomus triannulatus
- Stenochironomus unicalcar
- Stenochironomus unictus
- Stenochironomus varius
- Stenochironomus vatius
- Stenochironomus watsoni
- Stenochironomus woodi
- Stenochironomus zonarius